# Coupe du Golfe des clubs champions 2007
Navigation
2006-2007 2008
La Coupe du golfe des clubs champions 2007 est la 23e édition de la Coupe du golfe des clubs champions. Douze équipes, qualifiées par le biais de leur championnat national, disputent le tournoi, qui est organisé en deux phases. Lors de la première, les formations sont réparties en trois poules de quatre; les premiers et le meilleur deuxième se qualifient pour la phase finale, qui est jouée sous forme de tableau, avec demi-finales et finale en matchs aller et retour. 
C'est le club émirati d'Al Jazira Club qui remporte la compétition, après avoir battu en finale le tenant du titre, les Saoudiens d'Ettifaq FC. C'est le tout premier titre du club.

## Équipes participantes
- Al Kuwait Kaifan - Champion du Koweït 2006-2007
- Al Arabi Koweit - 6e du championnat du Koweït 2006-2007 et vainqueur de la Kuwait Crown Prince Cup
- Al-Hilal FC - Finaliste du championnat d'Arabie saoudite 2006-2007
- Ettifaq FC - 6e du championnat d'Arabie saoudite 2006-2007 et tenant du titre
- Al Jazira Club - 3e du championnat des Émirats arabes unis 2006-2007
- Sharjah SC - 4e du championnat des Émirats arabes unis 2006-2007
- Al Nasr Salalah - 4e du championnat d'Oman 2006-2007
- Mascate FC - 5e du championnat d'Oman 2006-2007
- Umm Salal SC - 3e du championnat du Qatar 2006-2007
- Al-Wakrah Sports Club - 5e du championnat du Qatar 2006-2007
- Al Muharraq Club - Champion de Bahreïn 2006-2007
- Al Najma Club - Vainqueur de la Coupe de Bahreïn 2007

## Compétition

### Première phase

#### Groupe 1
- Toutes les rencontres sont disputées à Abou Dabi, aux Émirats arabes unis.

| Rang | Équipe                | Pts | J | G | N | P | Bp | Bc | Diff |  | Résultats (▼ dom., ► ext.) |  |     |     |     |
| ---- | --------------------- | --- | - | - | - | - | -- | -- | ---- |  | -------------------------- |  | --- | --- | --- |
| 1    | Al Jazira Club        | 7   | 3 | 2 | 1 | 0 | 6  | 2  | +4   |  | Al Jazira Club             |  | 1-1 | 3-0 | 2-1 |
| 2    | Ettifaq FC            | 7   | 3 | 2 | 1 | 0 | 5  | 2  | +3   |  | Ettifaq FC                 |  |     | 2-0 | 2-1 |
| 3    | Al Najma Club         | 3   | 3 | 1 | 0 | 2 | 3  | 7  | -4   |  | Al Najma Club              |  |     |     | 3-2 |
| 4    | Al-Wakrah Sports Club | 0   | 3 | 0 | 0 | 3 | 4  | 7  | -3   |  | Al-Wakrah Sports Club      |  |     |     |     |

- Ettifaq FC obtient sa qualification en tant que meilleur deuxième, tous groupes confondus.

#### Groupe 2
- Toutes les rencontres sont disputées à Doha, au Qatar.

| Rang | Équipe           | Pts | J | G | N | P | Bp | Bc | Diff |  | Résultats (▼ dom., ► ext.) |  |     |     |     |
| ---- | ---------------- | --- | - | - | - | - | -- | -- | ---- |  | -------------------------- |  | --- | --- | --- |
| 1    | Al-Hilal FC      | 9   | 3 | 3 | 0 | 0 | 5  | 1  | +4   |  | Al-Hilal FC                |  | 2-0 | 1-0 | 2-1 |
| 2    | Al Kuwait Kaifan | 6   | 3 | 2 | 0 | 1 | 4  | 3  | +1   |  | Al Kuwait Kaifan           |  |     | 3-1 | 1-0 |
| 3    | Mascate Club     | 3   | 3 | 1 | 0 | 2 | 3  | 4  | -1   |  | Mascate Club               |  |     |     | 2-0 |
| 4    | Umm Salal SC     | 0   | 3 | 0 | 0 | 3 | 1  | 5  | -4   |  | Umm Salal SC               |  |     |     |     |

#### Groupe 3
| Rang | Équipe           | Pts | J | G | N | P | Bp | Bc | Diff |  | Résultats (▼ dom., ► ext.) |  |     |     |     |
| ---- | ---------------- | --- | - | - | - | - | -- | -- | ---- |  | -------------------------- |  | --- | --- | --- |
| 1    | Al Nasr Salalah  | 7   | 3 | 2 | 1 | 0 | 6  | 2  | +4   |  | Al Nasr Salalah            |  | 1-1 | 1-0 | 4-1 |
| 2    | Al Muharraq Club | 3   | 3 | 0 | 3 | 0 | 5  | 5  | 0    |  | Al Muharraq Club           |  |     | 2-2 | 2-2 |
| 3    | Al Arabi Koweit  | 2   | 3 | 0 | 2 | 1 | 3  | 4  | -1   |  | Al Arabi Koweit            |  |     |     | 1-1 |
| 4    | Sharjah SC       | 2   | 3 | 0 | 2 | 1 | 4  | 7  | -3   |  | Sharjah SC                 |  |     |     |     |

### Phase finale

#### Demi-finales
| Équipe 1       | Résultat | Équipe 2        | Aller | Retour |
| -------------- | -------- | --------------- | ----- | ------ |
| Ettifaq FC (T) | 2 - 1    | Al-Hilal FC     | 1 - 1 | 1 - 0  |
| Al Jazira Club | 3 - 0    | Al Nasr Salalah | 2 - 0 | 0 - 1  |

#### Finale
| Équipe 1       | Résultat      | Équipe 2       | Aller | Retour |
| -------------- | ------------- | -------------- | ----- | ------ |
| Ettifaq FC (T) | 3 - 3 6-7 tab | Al Jazira Club | 2 - 0 | 3 - 1  |

| Coupe des clubs champions du golfe Persique Al Jazira Club 1er titre |